# Пауль Шмідт

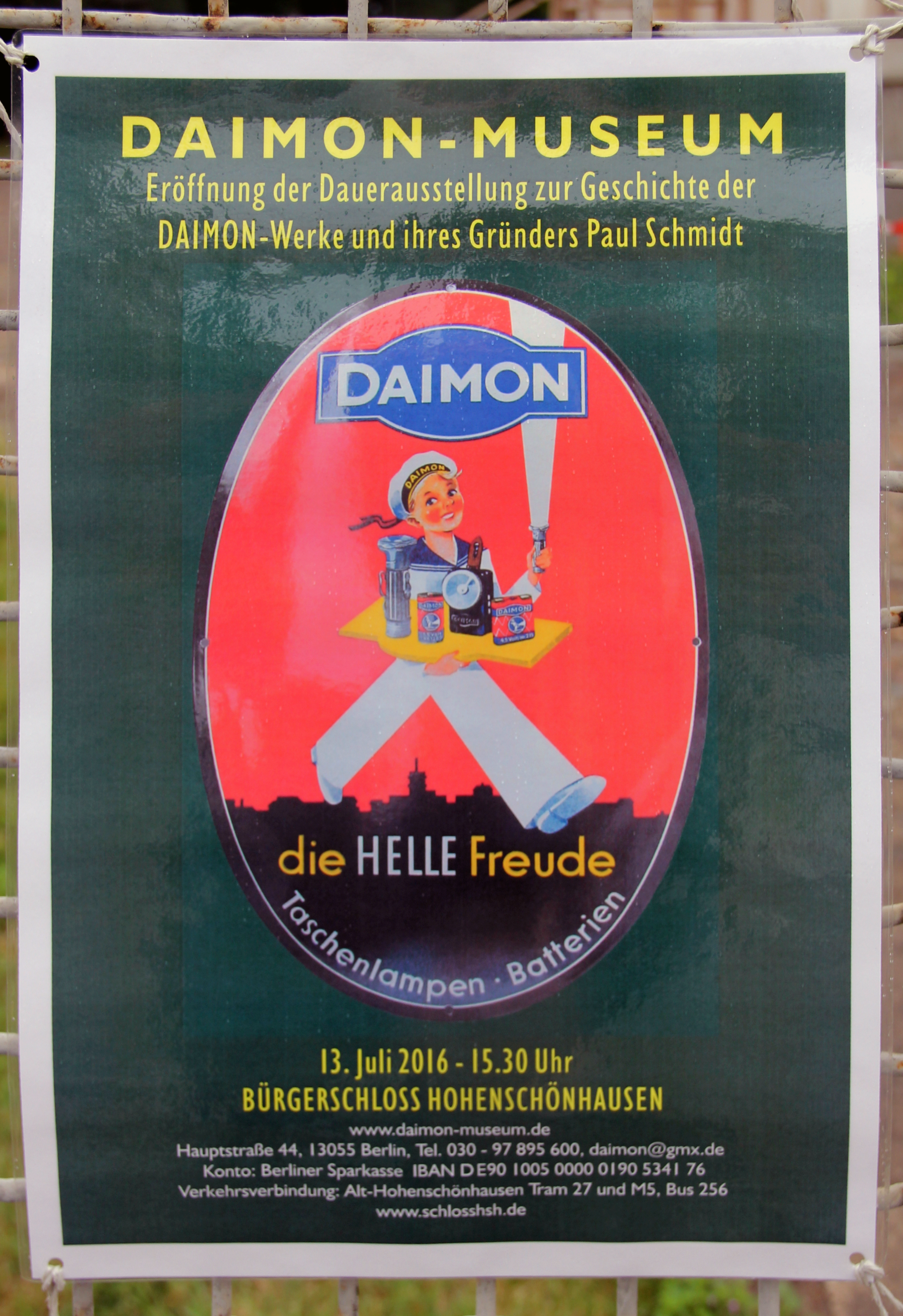
Постер берлінської виставки пам’яті Пауля Шмідта із зображенням оригінального плакату Daimon минулого століття

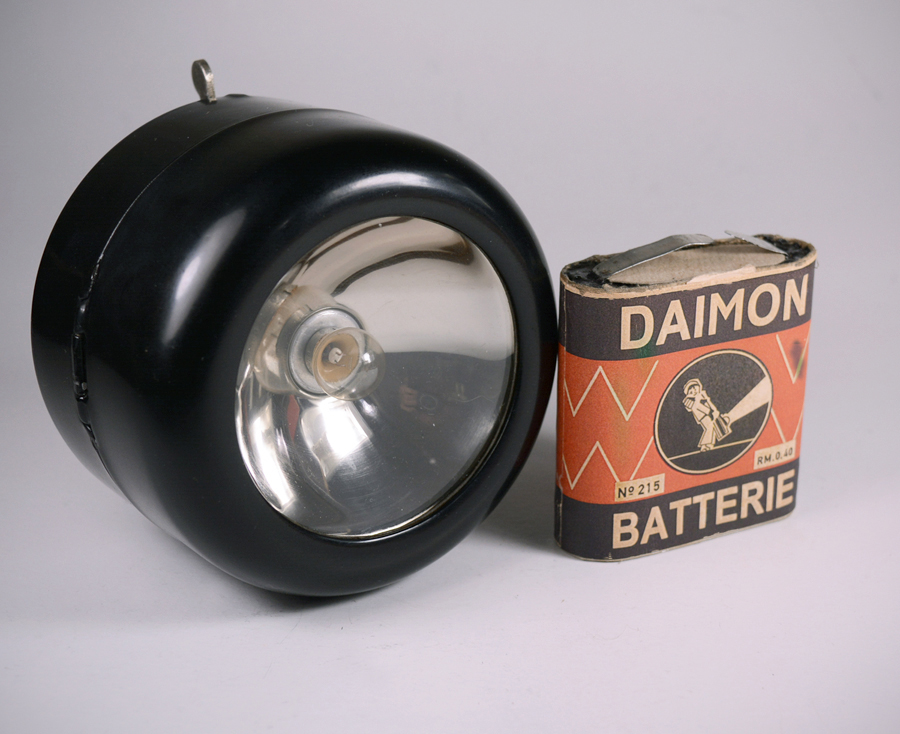
Оригінальна батарея Daimon 1930- років поруч з велосипедним ліхтарем

Пауль Шмідт (нім. Paul Schmidt; 11 травня 1868, Кетен — 4 серпня 1948, Берлін) — німецький винахідник та підприємець, відомий як винахідник сухих електричних батарей, засновник фірми DAIMON.

## Загальні відомості
Пуль Шмідт народився 11 травня 1868 року в німецькому містечку Кетен в сім'ї робітника залізниці. Після закінчення школи, отримав слюсарну робітничу професію на невеликому електротехнічному підприємстві.
Згодом працював на фірмі що виробляла електричні годинники, які експлуатувалися з батареями. Він спостерігав як часто внаслідок зовнішніх впливів та морозу, батареї виготовлені в скляні тарі з кислотою, легко піддавались пошкодженню, а витік кислоти псував механізм годинників. Тому Шмідт виявив інтерес до вдосконалення джерел енергії.
В 1891 році переїхав у Берлін, де працював електротехніком, а згодом заснував власну електрохімічну майстерню Elektrotechnische Anstalt Paul Schmidt.
Пуль Шмідт задався метою створити компактну переносну суху гальванічну батарею. Експериментуючи з різними матеріалами, які могли б пов'язати в ній електроліт, він приходить до думки застосувати для цієї мети пшеничне борошно. В 1896 році Пуль Шмідт отримав патент на сухий гальванічний елемент з запасом рідини. Він став партнером і менеджером фірми HYDRA-Werke, що виробляла гальванічні елементи для німецької пошти.
В 1901 році він патентує суху гальванічну батарею, з трьох елементів напругою 4,5 Вольта, відомою як «квадратна батарейка».
Його підприємство DAIMON Elektrotechnische Fabrik Schmidt & Co почало масове виробництво батарейок, компактних кишенькових ліхтарів (патент 1906 року), та лампочок розжарювання до них. Батареї та ліхтарі завоювали світові ринки під маркою DAIMON, рекламним слоганом якої стало «Daimon — яскрава радість» (нім. Daimon — die helle Freude).
До Другої світової війни в п'яти містах Німеччини працювали фабрики DAIMON, що виробляли батареї різних типів, лампочки, переносні ліхтарі, фари та генератори для велосипедів, прожектори та інш.
На початку 1920-х років Пауль Шмідт організував виробництво радіодеталей та портативних лампових радіоприймачів із живленням від батарей.
З 1910 по 1929 роки Шмідт жив зі своєю сім'єю, як власник в замку Хоеншонгаузен в Берліні. 13 липня 2016 року там було відкрито DAIMON музей та встановлено пам'ятну дошку на честь Пауля Шмідта.
Після смерті Шмідта, фірма DAIMON продовжила виробництво на заводі в Кельні і, і в 1983 році була придбана компанією Duracell, до якої відійшли всі права на його патенти.

## Важливі факти
- У винайденому Паулем Шмідтом 19 березня 1896 року гальванічному елементі з запасом рідини (нім. Galvanisches Trockenelement mit Flüssigkeitsvorrat), закладено досі діючий стандартний розмір (14,5 мм на 50,5 мм) для так званих пальчикових батарейок АА.

- Батарея із цих трьох елементів напругою 4,5 Вольта, виробляється і в 2019 році як батарея 3LR12.

- Кишенькові ліхтарі винайдені Паулем Шмідтом на початку 1900- років вироблялись в багатьох країнах майже до кінця століття.[1]

- Запатентована в 1937 році, як товарний знак назва ручного ліхтаря «Handy» -сьогодні це розмовна уживана в німецькомовних країнах, назва мобільних телефонів.[4]